# Beilschmiedia gammieana
Beilschmiedia gammieana är en lagerväxtart som beskrevs av George King och Joseph Dalton Hooker. Beilschmiedia gammieana ingår i släktet Beilschmiedia och familjen lagerväxter. Inga underarter finns listade i Catalogue of Life.